# 화물복지재단
화물복지재단(貨物福祉財團, Truck Welfare Foundation)은 ｢화물운전자 유가보조금 카드｣ 사용에 따라 ‘04년부터 카드매출액의 0.2%가 적립된 ｢화물운송사업 발전지원기금｣을 재원(’09.5말 현재 146억원)으로 기존에 적립된 기금에 더해 매년 적립되는 기금 약 60억원과 기금의 이자를 가지고 화물운전자와 가족들을 위한 장학사업, 건강검진등 다양한 복지사업을 목적으로 2010년 3월 설립된 재단법인이다. 설립 당시 명칭은 화물운전자복지재단이었으나 2014년 7월 공익법인으로 변경되면서 현재의 화물복지재단으로 명칭이 변경되었다.
서울특별시 강남구 언주로 560에 위치하고 있다.

## 연혁
- 2010년 9월 영업용 화물운전자 자녀 2,000명에게 장학금 지급[5]
- 2010년 12월 영업용 화물운전자 자녀 1,300명에게 장학금 지급[6]
- 2011년 6월 영업용 화물운전자 자녀 1,144명에게 장학금 지급[7]
- 2011년 11월 영업용 화물운전자 자녀 1,457명에게 장학금 지급[8]
- 2012년 4월 영업용 화물운전자 자녀 1,000명에게 교복비 지급[9]
- 2012년 12월 영업용 화물운전자 자녀 1,252명에게 장학금 지급[10]
- 2013년 5월 영업용 화물운전자 자녀 1,755명에게 교복비 지급[11]
- 2014년 4월 화물정보망 화물나누리 서비스 개시[12]
- 2014년 12월 국토교통부 선정 우수화물정보망 인증[13]
- 2014년 12월 제 1대 신한춘 이사장 선임[14]
- 2015년 6월 지정기부금단체 지정(기획재정부)[15]
- 2015년 12월 영업용 화물운전자 800명에게 문화누리카드 지급[16]
- 2016년 7월 제 2대 신한춘 이사장 연임[17]
- 2016년 12월 첨단 안전 장치 3,514대 설치 완료[18]
- 2016년 12월 영업용 화물운전자 자녀 1,300명에게 장학금 지급[19]
- 2017년 8월 충북 증평군 침수 피해 차량 45대에 1억원 지원금 지급[20]
- 2017년 9월 영업용 화물운전자 자녀 3,146명에게 장학금 지급[21]
- 2018년 9월 영업용 화물운전자 자녀 2,894명에게 장학금 지급[22]
- 2019년 5월 화물차 사고예방 켐페인 실시[23]
- 2019년 7월 제 3대 신한춘 이사장 연임[24]
- 2019년 8월 영업용 화물운전자 자녀 2,465명에게 장학금 지급[25]
- 2020년 3월 코로나19 대응을 위해 영업용 화물운전자에게 마스크 16만장 지원[26]
- 2020년 7월 제 3대(보궐) 김옥상 이사장 선임[27]
- 2020년 9월 영업용 화물운전자 자녀 2,465명에게 장학금 지급[28]
- 2020년 11월 소프트웨어 산업보호대상 문화체육관광부 장관상 수상[29]
- 2021년 7월 화물운전자 차량구입지원사업 업무 협약[30]
- 2021년 9월 화물운전자 대출 보증 사업 협약[31]
- 2021년 9월 영업용 화물운전자 자녀 2,965명에 장학금 지급[32]
- 2022년 6월 제 4대 김옥상 이사장 연임[33]
- 2022년 12월 화물차 힐링센터 개소[34]
- 2023년 8월 제 4대 (보궐) 최광식 이사장 선출[35]
- 2023년 8월 영업용 화물운전자 자녀 4,115명에게 장학금 지급[36]
- 2024년 1월 환경친화적 물류활동 업무 위탁기관 지정[37]
- 2024년 5월 화물차 운전자 법률지원 업무 협약[38]
- 2024년 7월 화물운전자 예방접종 지원 업무 협약[39]